# 杨成长
杨成长（1963年9月—），男，汉族，安徽合肥人，中华人民共和国政治人物。现任申银万国证券研究所首席经济学家，民建中央常委。第十三、十四届全国政协委员。